# Рафаил Жечев
Рафаил Жечев Кънев е български офицер (генерал-лейтенант), командир на 1-ва пехотна софийска дивизия (1934 – 1935), флигел-адютант на Цар Борис III (1935 – 1943) и на Цар Симеон II (1943 – 1944), генерал-адютант на Цар Симеон II (1944 – 1945).

## Биография
Рафаил Жечев е роден през 1891 година, брат е на генерала Кирил Жечев. Служи в 10-и артилерикски полк и Варненския брегови укрепен пункт. През 1927 г. служи в Държавната военна фабрика, след което от 1932 г. служи в 1-ва пехотна софийска дивизия, от 1933 г. отново е на служба в ДВФ и през 1935 г. е назначен за началник-щаб на 1-ва пехотна софийска дивизия, на която длъжност е до 1935 г. когато преминава в запаса. През същата година с рапорт №214 от 9 май е назначен за флигел-адютант на Цар Борис III. Заема и поста началник на Военната канцелария на Н.В. Цар Борис III, която е създадена през 1937 година и е член на Висшия военен съвет.
По-късно е назначен за настойник и флигел-адютант малолетния Цар Симеон II, след което през 1944 г. е назначен за негов генерал-адютант.
Генерал-лейтенант Рафаил Жечев е осъден е на смърт от Народния съд и разстрелян през 1945 г.

## Военни звания
- Подпоручик (22 септември 1913)
- Поручик (5 октомври 1916)
- Капитан (1919)
- Майор (1928)
- Подполковник (3 септември 1932)
- Полковник (3 октомври 1936)
- Генерал-майор (3 октомври 1941)
- Генерал-лейтенант